# Allochernes brevipilosus
Espèce
Allochernes brevipilosus est une espèce de pseudoscorpions de la famille des Chernetidae.

## Distribution
Cette espèce se rencontre en Afghanistan et aux Émirats arabes unis.

## Publication originale
- Beier, 1967 : Ein phoretischer Allochernes (Pseudoscorp.) aus Afghanistan. Beiträge zur Naturkundlichen Forschung in Südwestdeutschland, vol. 26, p. 17-18.